# Marc Staal
Marc Staal, född 13 januari 1987 i Thunder Bay, Ontario, är en kanadensisk professionell ishockeyspelare som spelar för Florida Panthers i NHL. Han har tidigare spelat för New York Rangers och Detroit Red Wings. 
Han är yngre bror till Eric Staal och äldre bror till Jordan Staal och Jared Staal. Han är den ende av de fyra bröderna att aldrig ha spelat för Carolina Hurricanes. Även en av Staals kusiner, Jeff Heerema, har spelat professionell ishockey på hög nivå.

## Spelarkarriär
Staal spelade juniorhockey för Sudbury Wolves i Ontario Hockey League mellan 2003 och 2007 och var då utsedd till lagkapten. Han draftades av New York Rangers som 12:e spelare totalt i första rundan av 2005 års NHL-draft. Säsongen 2006–07 spelade han tillsammans med sin bror Jared i Sudbury Wolves. Samma säsong fick han motta Max Kaminsky Trophy som ligans bästa back. Bland de som tidigare vunnit utmärkelsen finns NHL-stjärnor som Chris Pronger, Al MacInnis och Denis Potvin. 13 maj 2007 blev Staal, trots att hans lag blivit utslagna i slutspelet av Plymouth Whalers, utnämnd till OHL-slutspelets mest värdefulla spelare och fick motta Wayne Gretzky 99 Award.
Han har vunnit två JVM-guld med Kanada, 2006 och 2007, och valdes 2006 till turneringens bästa back.

### NHL

#### New York Rangers
Staal gjorde sin NHL-debut 4 oktober 2007 med New York Rangers och mindre än en månad senare, 1 november, registrerades han för sin första poäng när Chris Drury styrde in hans skott, vilket innebar en assist för Staal, mot Washington Capitals. Han gjorde sitt första mål 14 november samma år på bortaplan mot New Jersey Devils och deras målvakt Martin Brodeur, han assisterades av Scott Gomez och Brendan Shanahan. Staal var en av sexton rookies som valdes ut att delta i 2008 års YoungStars-match under den årliga All Star-matchen i Atlanta. Han gjorde ett mål och en assist i matchen. Staal kom att göra även sitt första slutspelsmål på Brodeur 16 april 2008 när han gjorde det avgörande målet i den fjärde matchen mot Devils i Eastern Conference-kvartsfinalerna. Vinsten gjorde att Rangers tog ledningen med 3 matcher mot 1. Rangers förlorade dock semifinalserien mot brodern Jordan Staals Pittsburgh Penguins.
Säsongen efter, 2008/09, kom Rangers att göra ett tränarbyte då John Tortorella blev lagets huvudtränare 23 februari 2009. Under Tortorella kom Rangers att spela en mer offensiv form av hockey än tidigare. Staal gjorde sex poäng under sina 21 matcher under Tortorella den säsongen, jämfört med nio poäng på 61 matcher under Tom Renney. Trots tränarbytet fick Rangers se sig själv besegrade av Washington Capitals redan i slutspelets förstarunda, efter att vunnit tre av de fyra första matcherna.
Säsongen 2009/10 lyckades Staal göra 27 poäng på 82 spelade matcher. Trots detta hamnade dock Rangers, för första gången i Staals karriär, utanför slutspelsplats. 
Den 15 september 2010 skrev Staal på ett femårigt kontrakt med New York Rangers, värt 19.875 miljoner dollar. Han fick också, 23 år gammal, utmärkelsen som assisterande kapten för sina ledaregenskaper. Staal fick för första gången i NHL-karriären en chans att spela tillsammans med storebror Eric, då de båda blev uttagna i NHL:s All Star-match som 2011 hölls i Raleigh, North Carolina. Drygt en månad senare, den 22 februari 2011, skulle de två bröderna mötas igen. I matchen mot Carolina tacklades Marc av just brodern Eric. Marc spelade resten av säsongen, men under sommaren berättade Staal att han fortsatt led av hjärnskakningen han ådrog sig i och med tacklingen. Han såg inte spel i NHL igen förrän den 2 januari 2012, i NHL Winter Classic-matchen mot Philadelphia Flyers. Säsongen 2011/12 spelade han därför endast i 46 matcher och gjorde sammanlagt fem poäng.
Säsongen 2012/13 kom att förkortas till följd av en lockout. Även denna säsong drabbades Staal av skadeproblem då han i en match mot Philadelphia Flyers fick en puck rakt mot ögat. Skadan visade sig bestå av en näthinneruptur samt en ögonhålefraktur. Staal bar ett visir när han kom tillbaka efter skadan, men spelade bara en match innan han återigen sattes upp på listan över skadade spelare.
Säsongen därefter, 2013/2014, gick bättre för Staal då Rangers lyckades ta sig till Stanley Cup-finalen för första gången i Staals karriär. De fick dock se sig besegrade av Los Angeles Kings. Staal var den tredje av sina bröder att nå finalen i Stanley Cup-mästerskapet då Erics Hurricanes vann 2006 och Jordans Penguins förlorade finalen 2008 men vann året därpå. 
Staal skrev på ett sexårigt kontrakt, värt 5,7 miljoner dollar årligen, i januari 2015.
Under sin 14:e säsong i NHL, säsongen 2019/20, blev Marc Staal den spelare som spelat sjätte flest matcher för New York Rangers, med 892 matcher. Under sina år som spelare i Rangers hann han göra totalt 43 mål och 145 assist.

#### Detroit Red Wings
Den 26 september 2020 trejdades Staal, tillsammans med 2021 års draftval i andrarundan, till Detroit Red Wings. Vad New York Rangers får i utbyte är ännu inte fastställt.
Trejdades till Florida Panthers inför säsongen 22-23

## Statistik

### Klubbkarriär
| 2003–04    | Sudbury Wolves     | OHL        | 61  | 1  | 13  | 14  | 34  | 7   | 1 | 2  | 3  | 2  |
| 2004–05    | Sudbury Wolves     | OHL        | 65  | 6  | 20  | 26  | 53  | 12  | 0 | 4  | 4  | 15 |
| 2005–06    | Sudbury Wolves     | OHL        | 57  | 11 | 38  | 49  | 60  | 10  | 0 | 8  | 8  | 8  |
| 2005–06    | Hartford Wolf Pack | AHL        | —   | —  | —   | —   | —   | 12  | 0 | 2  | 2  | 8  |
| 2006–07    | Sudbury Wolves     | OHL        | 53  | 5  | 29  | 34  | 68  | 21  | 5 | 15 | 20 | 22 |
| 2007–08    | New York Rangers   | NHL        | 80  | 2  | 8   | 10  | 42  | 10  | 1 | 2  | 3  | 8  |
| 2008–09    | New York Rangers   | NHL        | 82  | 3  | 12  | 15  | 64  | 7   | 1 | 0  | 1  | 0  |
| 2009–10    | New York Rangers   | NHL        | 82  | 8  | 19  | 27  | 44  | —   | — | —  | —  | —  |
| 2010–11    | New York Rangers   | NHL        | 77  | 7  | 22  | 29  | 50  | 5   | 0 | 1  | 1  | 0  |
| 2011–12    | New York Rangers   | NHL        | 46  | 2  | 3   | 5   | 16  | 20  | 3 | 3  | 6  | 12 |
| 2012–13    | New York Rangers   | NHL        | 21  | 2  | 9   | 11  | 14  | 1   | 0 | 0  | 0  | 0  |
| 2013–14    | New York Rangers   | NHL        | 72  | 3  | 11  | 14  | 24  | 25  | 1 | 4  | 5  | 6  |
| 2014–15    | New York Rangers   | NHL        | 80  | 5  | 15  | 20  | 42  | 19  | 0 | 1  | 1  | 10 |
| 2015–16    | New York Rangers   | NHL        | 77  | 2  | 13  | 15  | 36  | 5   | 0 | 2  | 2  | 4  |
| 2016–17    | New York Rangers   | NHL        | 72  | 3  | 7   | 10  | 34  | 12  | 0 | 0  | 0  | 2  |
| 2017–18    | New York Rangers   | NHL        | 72  | 1  | 7   | 8   | 18  | —   | — | —  | —  | —  |
| 2018–19    | New York Rangers   | NHL        | 79  | 3  | 10  | 13  | 32  | —   | — | —  | —  | —  |
| 2019–20    | New York Rangers   | NHL        | 52  | 2  | 9   | 11  | 16  | 3   | 1 | 0  | 1  | 0  |
| NHL totalt | NHL totalt         | NHL totalt | 892 | 43 | 145 | 188 | 432 | 107 | 7 | 13 | 20 | 42 |